# Yuan Mei
Yuan Mei (ur. 25 marca 1716 w Hangzhou, zm. 3 stycznia 1798 w Nankinie) – jeden z najważniejszych chińskich poetów XVIII wieku, eseista, krytyk literacki i smakosz.
Pochodził z zubożałej rodziny uczonych i dzięki swoim wyjątkowym zdolnościom zdobył najwyższy stopień jinshi (zob. Egzaminy urzędnicze w Chinach) w wieku zaledwie dwudziestu trzech lat. Pomimo to jego kariera urzędnicza trwała zaledwie sześć lat i po jej zakończeniu przez resztę życia utrzymywał się z pisarstwa. Jego literacka sława sprawiła, że dobrze zarabiał i spędził większość swojego życia w kupionym w 1748 Ogrodzie Zadowolenia w Nankinie, gdzie stworzył wymarzoną posiadłość uczonego-literata. Znany był ze swojego sprzeciwu wobec ortodoksyjnej konfucjańskiej moralności, co przejawiało się zwłaszcza we wspieraniu poetek. Działania i pisarstwo w obronie praw kobiet podejmowane w ostatnim okresie życia naraziły na szwank jego reputację i uniknął oficjalnego potępienia i kary prawdopodobnie jedynie ze względu na swój społeczny status i rządowe koneksje. Za życia Yuan Mei był uważany za najwybitniejszego poetę epoki, jednak dzisiejsze opinie w tej kwestii nie są tak jednoznaczne. Ważne miejsce w jego twórczości zajmuje również proza, w tym zbiór opowiadań O czym Mistrz by nie powiedział. Był także autorem słynnej książki kucharskiej.

## Życiorys
Pochodził z zubożałej rodziny uczonych. Cudowne dziecko, pisał pierwsze wiersze w wieku ośmiu lat, w wieku dwunastu zdobył stopień xiucai, a w wieku dwudziestu trzech najwyższy stopień jinshi (zob. Egzaminy urzędnicze w Chinach). Po tym sukcesie został przydzielony do Akademii Hanlin, jednak w 1742 oblał egzamin z języka mandżurskiego i został mianowany niższym urzędnikiem w powiecie Lishui w pobliżu Nankinu. Według jego biografa, Jerry’ego Schmidta, rzeczywistym powodem tego nagłego załamania błyskotliwej urzędniczej kariery mogły być nie problemy z obcym językiem, ale niezgodne z konfucjańską ortodoksją poglądy Yuan Meia, z których był znany już wtedy. Przez następne sześć lat służył jako urzędnik w czterech kolejnych powiatach w prowincji Jiangsu, dopóki w 1749 nie zrezygnował pod pretekstem choroby i konieczności zaopiekowania się niedołężną matką. Jako urzędnik cieszył się dobrą reputacją, ale poza krótkim epizodem powrotu do służby państwowej w 1752 miał się odtąd utrzymywać z pisarstwa. Urzędnicza kariera Yuan Meia była zatem krótka, w jej trakcie poznał jednak wielu ludzi stanowiących przyszłą elitę cesarstwa i te znajomości miały mu bardzo pomóc w jego dalszym życiu.
W 1748 kupił w Nankinie zaniedbaną willę z ogrodem, którą nazwał Ogrodem Zadowolenia, i przeprowadził się do niej w 1755 razem z całą swoją rodziną, tj. żoną, konkubinami i dziećmi oraz owdowiałymi ciotkami i siostrami wraz z ich potomstwem. Dobrze zarabiał na swoich książkach, a przede wszystkim układaniu epitafiów oraz sprzedaży swojej kaligrafii, często w formie dedykacji – jego sława jako pisarza sprawiała, iż wszelkie sygnowane jego nazwiskiem twory cieszył się dużym popytem. Nowo zdobyte bogactwo pozwoliło mu na odnowienie wilii i ogrodu oraz prowadzenie wymarzonej egzystencji uczonego-literata oddającego się zbieraniu obrazów, kaligrafii, rytualnych brązów, kamieni pisarskich, porcelany oraz luster z brązu, do których żywił szczególne zamiłowanie. Jego biblioteka miała składać się z trzystu tysięcy książek. Jego hojny patronat i gościnność sprawiły, iż odwiedzało go wielu znajomych i uczniów z całego kraju. Jak pisze Luo Yuming: „Jego status społeczny nie był aż tak wysoki, ale zaprzyjaźnił się z wieloma wyższymi urzędnikami, bogatymi kupcami i ludźmi pióra z całego kraju, ciesząc się w swoich czasach ogromnym poważaniem”. Do jego najbliższych przyjaciół należeli poeci Cheng Jinfang i Jiang Shiquan oraz uczony Yao Nai, który ułożył epitafium znajdujące się na nagrobku Yuan Meia.
Ostatnie lata jego życia były naznaczone zachowaniem uznawanym przez wielu współczesnych za skandaliczne, nawet na tle jego ogólnego ekscentryzmu i kontrowersyjnych opinii, z których znany był od zawsze. W trakcie serii podróży odwiedził Jiangxi, Guangdong, Kuangsi, Hunan (1784) Fujian (1786) oraz szereg sławnych miejsc w Jiangsu i Zhejiang (1795). W tych wędrówkach towarzyszył mu przystojny i ponad czterdzieści lat młodszy Liu Zhipeng, o którym krążyły plotki że jest kochankiem Yuan Meia. To czy ten ostatni w trakcie swojego życia utrzymywał seksualne kontakty z mężczyznami nie jest do końca jasne, ale pozostaje faktem, że nie wahał się opisywać tego rodzaju miłości w swoich książkach. Dla jego reputacji prawdopodobnie większe znaczenie miało jednak przyjęcie jako swoich poetyckich uczniów szeregu kobiet. Yuan Mei posunął się do tego, że zaczął dla nich organizować Eleganckie Spotkania (雅集, yaji), tradycyjnie kojarzone z uczonymi-literatami. Co więcej, w 1796 ułożył antologię zatytułowaną Wybór Wierszy Uczennic Ogrodu Zadowolenia, zawierającą utwory dziewiętnastu poetek. Za jego przykładem wkrótce poszli inni poeci, którzy zaczęli przyjmować kobiety na swoich uczniów oraz układać antologie ich wierszy.
Za działaniami Yuan Meia oprócz potrzeby rozgłosu bez wątpienia kryła się rzeczywista chęć wsparcia poetyckich karier kobiet, które uważał za posiadające równe z mężczyznami prawo do rozwijania swoich wrodzonych zdolności. Nie wahał się pisać o tym, że świat traktuje je niesprawiedliwie, zwracając również uwagę na ich seksualne wykorzystywanie. Najsłynniejsze z jego uczennic to Jin Yi, którą miał wspominać w swoich wierszach jako dobrego przyjaciela, oraz Xi Peilan, żona poety Sun Yuanxianga. Ze wsparcia Yuan Meia korzystały również jego siostry, Yuan Ji i Yuan Zhi, oraz jego kuzynka, Yuan Tang, które wszystkie pisały wiersze. Szereg jego wnuczek również odznaczył się na tym polu. Przeciwnicy wspierania żeńskiej poezji przez Yuan Meia nie tylko gwałtownie krytykowali jego zachowanie jako niezgodne z tradycyjną moralnością, ale kwestionowali naturę jego relacji ze swoimi uczennicami. Szczególnie zajadłym krytykiem jego działań był historyk Zhang Xuecheng. Według Jeffreya Riegela fakt, iż Yuan Mei uniknął oficjalnego potępienia i kary „mówi wiele zarówno o jego wyjątkowej reputacji poety i uczonego, jak i o jego rządowych koneksjach”.
Yuan Mei zmarł 3 stycznia 1798. Jego słynny ogród został zniszczony w 1853 w trakcie rebelii tajpingów, a wraz z nim uległa zagładzie jego biblioteka i kolekcja sztuki. Jego wnuk, Yuan Zuzhi (1827-1898), którego wspomnienia zawierają wiele informacji o jego dziadku, uciekł do Szanghaju wraz ze swoją matką i innymi członkami rodziny, podczas gdy inni pozostali na miejscu i wielu z nich następnie zginęło bądź popełniło samobójstwo.

## Poglądy i twórczość
Pod wieloma względami Yuan Mei był spadkobiercą antytradycyjnego nurtu późnej epoki Ming i za Li Zhi afirmował racjonalność ludzkich pragnień oraz piętnował hipokryzję Daoxue (zob. Neokonfucjanizm). Podobnie jak współczesny mu Cui Shu nie uznawał żadnego autorytetu, kwestionując nawet najbardziej starożytne klasyczne tradycje. Nie wahał się napisać, że Sześciu Klasyków, być może z wyjątkiem Dialogów i Księgi Przemian, zawiera wiele niewłaściwych treści. Odrzucał zatem doktrynę „Prawdziwej Sukcesji” (道統, daotong), sformułowaną przez Han Yu, twierdząc iż dao może być odnalezione przez każdego i nie trzeba koniecznie szukać go w konfucjanizmie.
Jego opozycja w stosunku do oficjalnego konfucjanizmu znalazła szczególny wyraz w jednym z jego najsłynniejszych dzieł prozatorskich, O czym Mistrz by nie powiedział. Jego tytuł stanowi nawiązanie do zdania z siódmej księgi Dialogów Konfucjańskich, zgodnie z którym: „Mistrz nigdy nie mówił o cudach, pokazach siły, anomaliach natury i duchach”. Książka Yuan Meia należy do chińskiego gatunku „dziwnych opowieści” i była porównywana z Dziwnymi opowieściami zebranymi w studiu Liaozhai Pu Songlinga, których literackie walory ceni się znacznie wyżej. W wydaniu Yuan Meia fantastyczne historie o duchach i innych zjawiskach paranormalnych stały się jednak pretekstem do przedstawienia tego wszystkiego, o czym nie chciała słyszeć konfucjańska ortodoksja, tj. seksie, zdradzie, zemście, pieniactwie, transwestytyzmie i homoseksualizmie. Książka była niezwykle popularna, a o jej wywrotowym oddziaływaniu świadczy fakt, iż ostatecznie w 1836 rząd uznał za konieczne jej ocenzurowanie. W swoim dziele: „Yuan Mei drwi z pruderii i moralizmu propagowanego przez dwór i ortodoksyjnych konfucjańskich uczonych swoich czasów, pokazując ich hipokryzję i przesadny purytanizm jako prawdziwe problemy społeczeństwa środkowej epoki Qing”.
Wśród jego dzieł prozatorskich szczególne miejsce zajmuje „Elegia dla Mojej Młodszej Siostry”, poświęcona Yuan Suwen, która uciekła od swojego źle ją traktującego męża do domu rodziców, tylko po to by umrzeć niedługo później. Opisuje ona zarówno niedolę siostry, jak i uczucie żalu przenikające autora, ukazane przez odwołanie się do dawnych wspólnie przeżywanych codziennych zdarzeń, wyróżniając się autentycznością uczucia. Pod względem stylu elegia jest bliska „Przemówieniu na pogrzebie mojego bratanka” Han Yu.
W dziedzinie poezji był zwolennikiem teorii „naturalnej wrażliwości” (性灵, xingling), którą sformułował w poetyckim traktacie Uwagi o Poezji Ogrodu Zadowolenia(czasami mówi się o poetyckiej szkole „naturalnej wrażliwości”, do której oprócz Yuan Meia mieli należeć m.in. Huang Jingren i Zhang Wentao). Źródłem poezji było dla niego uczucie i nie wahał się napisać, że: „Nie ma poezji poza charakterem i uczuciem”. Uczucia i charakter są przy tym zawsze kwestią indywidualną i tworząc poezję każdy powinien podążać za swoją szczególną indywidualnością. O wielkości poezji przesądza połączenie autentycznego uczucia, indywidualnego charakteru i wyjątkowości talentu.
Jeffrey Riegel zaznacza, iż: „Yuan Mei jest uważany przez wielu za największego chińskiego poetę osiemnastego stulecia”. W popularnej opinii przetrwała jednak głównie pamięć o nim jako osobie o bystrym intelekcie i ciętym dowcipie. Według Luo Yuminga: „Poezja Yuan Meia posiada swoje szczególne, wyróżniające ją cechy, ale nie może być nazwana tworem wielkiego mistrza, co ma coś wspólnego z jego filozofią życia. Dzięki swej przenikliwej inteligencji był on w stanie płynąć z falą społeczeństwa i czerpać przyjemność z miłosnych spotkań. [...] Analogicznie, chociaż jego poezja jest zróżnicowana w formie i stylu, nie charakteryzuje jej żaden poważny wigor lub intensywna pasja, ale raczej nowość i oryginalność”. Poezja Yuan Meia była dobrze przyjmowana przez współczesne mu społeczeństwo ponieważ dzięki ożywiającemu ją duchowi wyzwolenia i żywej wyobraźni oferowała ulgę od codziennej presji. Jego niewątpliwą zasługą było poszerzenie zakresu tematycznego poezji. Jego twórczość była wszechobejmującą autobiografią i nie było dla niego nic zbyt trywialnego lub przyziemnego, co nie mogłoby stać się tematem wiersza. W rezultacie: „Niewielu poetów posunęło się tak daleko jak Yuan Mei w dziele wprowadzenia klasycznej poezji w intymny kontakt z codziennym doświadczeniem”.
Yuan Mei był również autorem szeroko cenionej książki kucharskiej, Jadłospisy Ogrodu Zadowolenia, którą skompilował z pomocą swojego szefa kuchni. Napisana w żartobliwej konwencji została ona przetłumaczona na kilka języków europejskich.